# Plage de Whitehaven
Pour les articles homonymes, voir Whitehaven (homonymie).
La plage de Whitehaven, en anglais Whitehaven Beach, est une plage d'Australie située dans le Queensland, sur l'île Whitsunday, dans la mer de Corail.
Elle est célèbre pour son sable d'un blanc éclatant et ses eaux turquoise. Appréciée des touristes qui sont nombreux à s'y rendre en bateau, elle apparait notamment dans le film Pirates des Caraïbes : La Vengeance de Salazar.

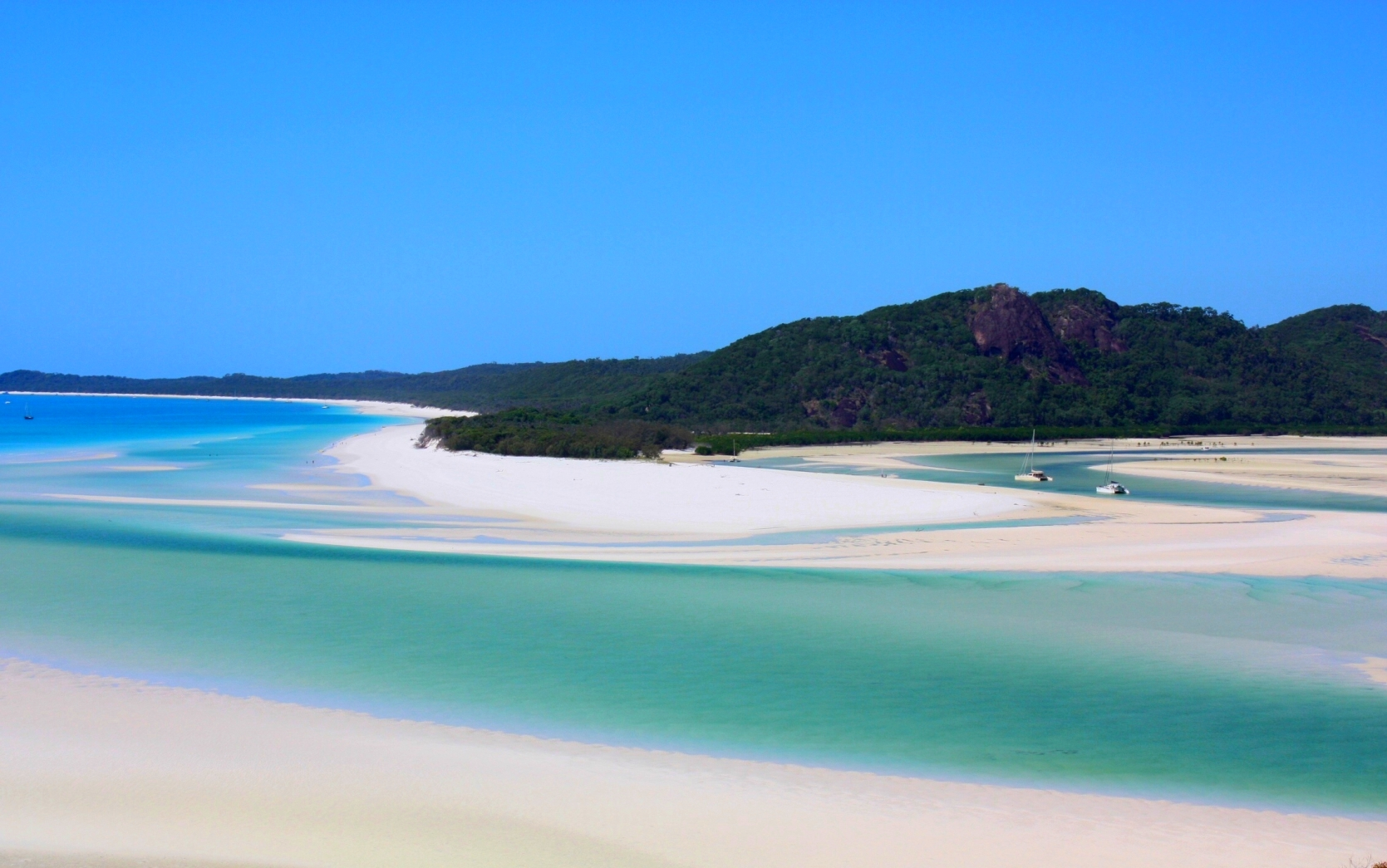
Vue générale de la plage de Whitehaven s'étirant face à la mer de Corail en un long ruban (à gauche) et formant des bancs de sable dans le Cid Harbour (à droite).

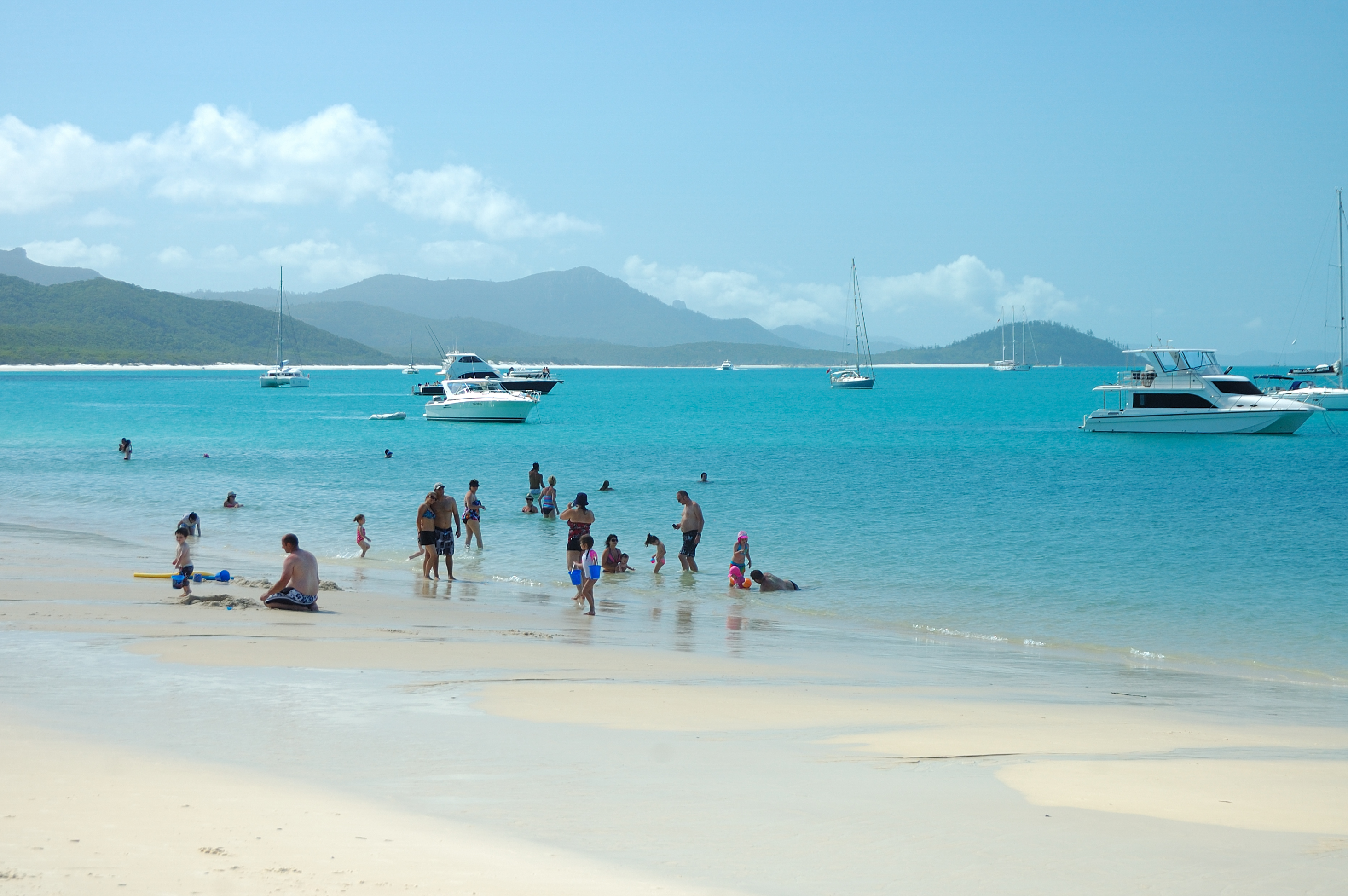
Baigneurs sur la plage de Whitehaven.